# Hylodes pipilans
Hylodes pipilans es una especie de anfibio anuro de la familia Hylodidae.

## Distribución geográfica
Esta especie es endémica del estado de Río de Janeiro en Brasil. Habita en Guapimirim y Cachoeiras de Macacu en la Serra dos Órgãos.

## Descripción
Las 9 muestras de adultos macho observadas en la descripción original tienen una longitud estándar de entre 23.0 mm y 25.1 mm y la muestra hembra adulta observada en la descripción original tiene una longitud estándar de 27.7 mm. Su dorso es marrón oscuro, ligeramente verdoso. Su vientre es plateado con manchas marrones irregulares.

## Etimología
Su nombre de especie, proviene del latín pipilans, que significa «que canta como un pájaro», y le fue dado en referencia a su canción de canto.

## Publicación original
- Canedo & Pombal, 2007 : Two new species of torrent frog of the genus Hylodes (Anura, Hylodidae) with nuptial thumb tubercles. Herpetologica, vol. 63, n.º 2, p. 224-235[6]